# 57.ª Divisão de Infantaria (Alemanha)
A 57ª Divisão de Infantaria (em alemão: 57. Infanterie-Division) foi uma divisão da Alemanha durante a Segunda Guerra Mundial, formada em Agosto de 1939 como parte da 2ª Onda (em alemão: 2. Welle). Após conseguir sair do Bolsão de Cherkassy em Fevereiro de 1944, a Divisão foi recuada para a Polônia e reestruturada com elementos do Korps-Abteilung B.
A divisão retornou para o fronte e foi destruída a Leste de Minsk em Julho de 1944 durante a grande Ofensiva do Exército Soviético no verão. Os elementos restantes da Divisão formaram o Divisions-Gruppe 57, fazendo parte do Korps-Abteilung G.

## Comandantes
| Comandante                               | Data                                                |
| ---------------------------------------- | --------------------------------------------------- |
| Generalleutnant Oskar Blümm              | (1 de Setembro de 1939 - 26 de Setembro de 1941)    |
| General der Infanterie Anton Dostler     | (26 de Setembro de 1941 - 10 de Abril de 1942)      |
| Generalleutnant Oskar Blümm              | (10 de Abril de 1942 - 10 de Outubro de 1942)       |
| General der Infanterie Friedrich Siebert | (10 de Outubro de 1942 - 20 de Fevereiro de 1943)   |
| Generalleutnant Otto Fretter-Pico        | (20 de Fevereiro de 1943 - 1 de Setembro de 1943)   |
| Generalleutnant Vincenz Müller           | (1 de Setembro de 1943 - 19 de Setembro de 1943)    |
| Generalmajor Adolf Trowitz               | (19 de Setembro de 1943 - 7 de Julho de 1944) (POW) |

## Oficiais de Operações (Ia)
| Oberstleutnant Hans Schmidt     | (1 de Setembro de 1939 - 1 de Julho de 1942) |
| Oberst Otto Eckstein            | (1 de Julho de 1942 - 1 de Maio de 1943)     |
| Oberstleutnant Hans Heidenreich | (1 de Maio de 1943 - 20 de Março de 1944)    |
| Oberstleutnant Hans Sapauschke  | (20 de Março de 1944 - 10 de Julho de 1944)  |

## Área de Operações
Polônia (Setembro de 1939 - Maio de 1940)
França  (Maio de 1940 - Junho de 1941)
Frente Oriental, Setor Sul (Junho de 1941 - Fevereiro de 1944)
Frente Oriental, Setor Central (Fevereiro de 1944 - Julho de 1944)

## Ordem de Batalha

### 1939
- Infanterie-Regiment 179
- Infanterie-Regiment 199 "List"
- Infanterie-Regiment 217
- Aufklärungs-Abteilung 157
- Artillerie-Regiment 157
  - I. Abteilung
  - II. Abteilung
  - III. Abteilung
  - IV. Abteilung
- Pionier-Bataillon 157
- Panzerabwehr-Abteilung 157
- Nachrichten-Abteilung 157
- Versorgungseinheiten 157

### 1942
- Grenadier-Regiment 164
- Grenadier-Regiment 199 "List"
- Grenadier-Regiment 219
- Radfahr-Abteilung 157
- Artillerie-Regiment 157
  - I. Abteilung
  - II. Abteilung
  - III. Abteilung
  - IV. Abteilung
- Pionier-Bataillon 157
- Panzerjäger-Abteilung 157
- Nachrichten-Abteilung 157
- Feldersatz-Bataillon 157
- Versorgungseinheiten 157

### 1943-1944
- Grenadier-Regiment 164[1]
- Grenadier-Regiment 199 "List"
- Grenadier-Regiment 219
- Grenadier-Regiment 676[2]
- Füsilier-Bataillon 57
- Artillerie-Regiment 157
  - I. Abteilung
  - II. Abteilung
  - III. Abteilung
  - IV. Abteilung
- Pionier-Bataillon 157
- Panzerjäger-Abteilung 157
- Nachrichten-Abteilung 157
- Feldersatz-Bataillon 157
- Versorgungseinheiten 157

## Membros notáveis
- Vincenz Müller (Recebedor da Cruz de Cavaleiro da Cruz de Ferro e Cruz Germânica em Ouro e General no pós-guerra no Nationale Volksarmee da República Democrática da Alemanha)

## Serviço de Guerra
| Data          | Corpo               | Exército            | Grupo de Exércitos | Área             |
| ------------- | ------------------- | ------------------- | ------------------ | ---------------- |
| Set 39        | em transição        |                     | Süd                | Polônia          |
| Nov 39-Mai 40 | Reserva             | OKH                 |                    | Hanau            |
| Jun 40        | II                  | 4º Exército         | B                  | Kanalküste       |
| Jul 40        | X                   | 6º Exército         | A                  | Normandie        |
| Ago 40-Abr 41 | XXXXIIII            | 9º Exército         | A                  | Normandie        |
| Mai 41        | III                 | 6º Exército         | A                  | Polônia (Zamosz) |
| Jun 41        | LV                  | 6º Exército         | Süd                | Polônia (Zamosz) |
| Jul 41        | XXXXIV              | 6º Exército         | Süd                | Brody            |
| Ago 41        | III                 | 1º Exército Panzer  | Süd                | Uman             |
| Set 41        | Reserva             | 17º Exército        | Süd                | Kriwoi-Rog       |
| Out 41        | LV                  | 17º Exército        | Süd                | Charkow          |
| Nov 41-Dez 41 | LV                  | 6º Exército         | Süd                | Charkow          |
| Jan 42-Jul 42 | XXIX                | 6º Exército         | Süd                | Charkow          |
| Ago 42        | Blümme              | 2º Exército         | B                  | Woronesch        |
| Set 42-Fev 43 | VII                 | 2º Exército         | B                  | Woronesch        |
| Mar 43        |                     | 2º Exército         | Mitte              | Sumy             |
| Abr 43        | LII                 | Kempf               | Süd                | Charkow          |
| Mai 43-Jun 43 | LII                 | Charkow             | Süd                | Charkow          |
| Jul 43-Set 43 | LII                 | 4º Exército Panzer  | Süd                | Charkow          |
| Out 43-Dez 43 | III                 | 8º Exército         | Süd                | Dnjepr           |
| Jan 44-Fev 44 | XI                  | 8º Exército         | Süd                | Tscherkassy      |
| Mar 44-Abr 44 | Reformando          | General Governement | Debica             |                  |
| Mai 44        | XXVII               | 4º Exército         | Mitte              | Mogilew          |
| Jun 44        | XII                 | 4º Exército         | Mitte              | Mogilew          |
| Jul 44        | Sessão Desconhecida |                     |                    |                  |